# Adolf von Boeckh
Adolf von Boeckh (* 14. April 1860 in Dürrheim; † 3. Januar 1938 in Karlsruhe) war ein badischer Oberamtmann.

## Leben
Boeckh war 1883 Rechtspraktikant, 1887 dann Referendar. 1891 begann er seine Amtslaufbahn als Amtmann im Bezirksamt Waldshut, ab 1893 dann im Bezirksamt Tauberbischofsheim. 1896 wurde er dann Oberamtmann – was dem späteren Landrat entspricht – und Amtsvorstand im Bezirksamt Eppingen, 1902 wechselte er in gleicher Funktion an das Bezirksamt Sinsheim. 1904 wurde von Boeckh Regierungsrat und Kollegialmitglied am Verwaltungsgerichtshof Karlsruhe. 1908 wurde er zum Geheimen Regierungsrat ernannt. Von 1911 bis 1919 war von Boeckh dann Amtsvorstand im Bezirksamt Wertheim, bevor er noch 1919 an den Verwaltungsgerichtshof nach Karlsruhe zurückkehrte. 1920 zum Oberregierungsrat ernannt, trat er 1924 in den einstweiligen, 1925 dann in den endgültigen Ruhestand.

## Auszeichnungen
- 1905: Ritterkreuz 1. Kl. Orden vom Zähringer Löwen
- 1916: Badisches Kriegsverdienstkreuz
- 1918: Preußisches Verdienstkreuz für Kriegshilfe